# NGC 15
NGC 15は、ペガスス座の方角にある渦巻銀河である。1864年10月30日にアルベルト・マルトによって発見された。